# Sympterichthys
Sympterichthys är ett släkte av fiskar. Sympterichthys ingår i familjen Brachionichthyidae.
Kladogram enligt Catalogue of Life:
| Sympterichthys | \| \| Sympterichthys moultoni \| \| \| \| \| \| Sympterichthys unipennis \| \| \| \| |
|                | \| \| Sympterichthys moultoni \| \| \| \| \| \| Sympterichthys unipennis \| \| \| \| |
|                | Brachionichthys                                                                      |
|                |                                                                                      |
|                | Brachiopsilus                                                                        |
|                |                                                                                      |
|                | Pezichthys                                                                           |
|                |                                                                                      |
|                | Thymichthys                                                                          |
|                |                                                                                      |
|                | Sympterichthys moultoni                                                              |
|                |                                                                                      |
|                | Sympterichthys unipennis                                                             |
|                |                                                                                      |

|  | Sympterichthys moultoni  |
|  |                          |
|  | Sympterichthys unipennis |
|  |                          |